# マシコ・ピロ族
- マシコ・ピロ
- マシコ・ピーロ
- マシュコ・ピロ
- マシュコ・ピーロ

マシコ・ピロ族（英:Mashco-Piro）、あるいは、クハレーニョ（Cujareño）は、ペルー南東部マードレ・デ・ディオス県にあるマヌー国立公園周辺のジャングル奥地に住むといわれる先住民族。

## 概要

マヌー国立公園（赤）

太古の昔よりアマゾン川流域で生活している狩猟採集民族で、大昔には近隣地域にて生活していた多民族との交流などもあったと思われるが、以降数千年間において外部との接触を絶ったとされており、その存在については早くから知られていたものの詳細はつかめていなかった。数千年間、森の奥から出てくることはほとんどなかったと言われるが、1980年代になり、アマゾン川の支流を船で航行していた者の中で、川岸付近に出てきているマシコ・ピロ族と思われる民族を目撃したという情報が数多く寄せられるようになったことでその存在が明らかとなり、以降、外部から接触を試みる者が増えていった。
当初は付近を通る船を襲撃して農作物を奪ったり、対岸の村を襲撃して略奪したりしていたようだが、次第に外部からの接触に積極的・友好的に応じるようになっていったという。

### 名称
「マシコ・ピロ」の名は、1687年に宣教師が近隣の先住民ハラカムブット族に言及する際、ピロ語で「野蛮人」を意味する蔑称"Mashchcos"を用いており、これが初出とされる。マシコ・ピロ族も意味を理解しており、この呼称を好まない。
このように、「マシコ・ピロ」は当該の部族を指して外部の人間が便宜的につけた名称である。
5か国にまたがるアマゾン川流域は最後に植民地化された地域であり、マシコ・ピロ族の他にも多くの先住民がいるとされ、彼らはブラジル国内において「イゾラド（葡:Indios Isolados、孤立したインディオの意）」と呼ばれる。この語は、文明社会と接触したことがない、あっても偶発的・限定的なものに留まる先住民（未接触部族）を指す総称であり、特定の部族の名称ではない。

### 言語
マシコ・ピロ族はアラワク語族の一派であるピロ語の方言、マシコ・ピロ語を話し、流域に住むイネ（Yine）族などの部族と共通の言語・民族性を持つとされる。イネ族の住民によると、8割ほどの単語に共通性があるが、一部はイネ族の長老に訳してもらうという。

### 人口
1998年、デンマークに所在するNGO、IWGIA（International Work Group for Indigenous Affairs）は、マシコ・ピロ族の人口を100人から250人程度と見積もっているが、現在では300人、あるいは600人から800人とする記事もあり、正確な人数はわかっていない。
マシコ・ピロ族には独自の掟があり、他の部族から女性や子供を拉致しているのではないかと推察されている。

## 来歴
19世紀ごろから南米では天然ゴム採取を目的とした大規模な開拓が始まり（ゴム・ブーム）、先住民は土地を追われ、入植者に奴隷労働力として搾取されるようになった。1894年、マヌー川流域のマシコ・ピロ族の多くは、いわゆる’’ゴム貴族’’（Rubber Baron、ゴム園開発により巨利を得た入植者）のカルロス・フィッツカラルドが率いる私兵集団によって制圧され、生存者は上流のジャングル奥地に撤退した。
1976年、マシコ・ピロ族と対岸の住民が遭遇し（報復のための武力衝突とも伝えられる）、逃げ遅れたマシコ・ピロ族の少年が近隣の集落に迎えられる。8歳のとき、元のマシコ・ピロ族の集落へ帰ることも許されたが、同化する道を選択した。
1980年代中盤には、伐採業者がマホガニーなどの木材を求めて進出したことで、マシコ・ピロ族との衝突が発生するようになる。
21世紀に入ると、マシコ・ピロ族の目撃が増加する。1999年にマシコ・ピロ族と遭遇した経験を持つブラジルの人類学者グレン・シェパードは、周辺の資源探査を目的とした航空機の低空飛行や違法伐採などが目撃情報増加の一因であるとしている。
2007年9月、環境学者のチームは、ペルー・ブラジル国境に程近いラス・ピエドラス川流域で20人ほどのマシコ・ピロ族を上空から撮影した。これは乾季になると川辺にシュロの葉で小屋を建て、漁業をしているものと考えられている。また、雨季には熱帯雨林に戻り、似たような小屋を建てて生活していることが1980年代の調査で確認されている。
2012年、イギリスのNGOサバイバル・インターナショナルは、スペイン地理学会の考古学者ディエゴ・コルティーホがマドレ・デ・ディオス川流域におけるペトログリフの調査中にマシコ・ピロ族の撮影に成功したとして写真を公開した 。しかし、ケープタウン大学の研究者ジャン＝ポール・ファン・ベレは、この写真は3年前に自身が撮影したものの剽窃であると主張した。ファン・ベレによると、こうした人々への認知を高めることによって現代医療の恩恵を受けられずにいる先住民の助けになればとの思いから、この写真を現地ガイドに手渡したという。コルティーホは、この写真をガイドから受け取ったことを認め、ファン・ベレに謝罪した。
なお、この写真を持っていた現地ガイドは、マシコ・ピロ族と交流を持ち、道具や食料を渡していた。しかし、援助を停止するとマシコ・ピロ族に狙われるようになり、2011年11月に3度目の襲撃を受けて殺害されている。
2013年8月、ペルーの環境保護団体AIDESEP（Asociacion Interetnica de Desarrollo de la Selva Peruana）は近隣の村に食料を要求するマシコ・ピロ族の映像を公開した（#外部リンク）。
ペルー政府は、マシコ・ピロ族が出没するマドレ・デ・ディオス川を見渡せる高台に監視小屋を建て、自然保護官を常駐させている。この監視小屋は、近年マシコ・ピロ族の襲撃を受けた2つの集落の間にあり、集落には無線機を貸与し、自然保護官が周辺のパトロールをしているほか、マシコ・ピロ族との継続的な接触を図っている。

## マシコ・ピロ族を扱った作品
- 映像作品
  - 『イゾラド ～森の果て 未知の人々～』 - NHK DVD